# Eupithecia festiva
Eupithecia festiva är en fjärilsart som beskrevs av Louis Beethoven Prout 1916. Eupithecia festiva ingår i släktet Eupithecia och familjen mätare. Inga underarter finns listade i Catalogue of Life.